# Izagaondoa
Izagaondoa és un municipi de Navarra, a la comarca d'Aoiz, dins la merindad de Sangüesa. Limita al nord amb Lintzoain, Urrotz i Longida, a l'est amb Urraulbeiti, al sud amb Ibargoiti i Untziti i a l'oest amb Aranguren. Està format pels pobles de:
| Entitat de Població     | Pob. (2006) |
| ----------------------- | ----------- |
| Ardanaz                 | 47          |
| Beroiz                  |             |
| Guerguitiáin            |             |
| Idoate                  |             |
| Induráin                |             |
| Iriso                   |             |
| Lizarraga de Izagaondoa |             |
| Mendinueta              |             |
| Reta                    |             |
| Turrillas               |             |
| Urbicáin                |             |
| Zuazu                   |             |

## Topònim
La vall i municipi d'Izagaondoa significa en basc al costat d'Izaga. La Peña Izaga és la forest que domina la vall i el seu principal referent geogràfic, a més d'ésser amb 1352 metres d'altura una de les muntanyes més altes de Navarra (excloent els cims pirinencs). Sobre l'origen del nom de la forest hi ha més dubtes. En primer lloc cap dir que existeix un despoblat als peus de la penya que es va anomenar també Izaga, i per això existeix la incertesa de si el poble (ja despoblat) va donar nom a la forest o va anar viceversa. Sobre el significat etimològic, Koldo Mitxelena va pensar en ihi+-(z)aga, pel que tindria el significat de Jonquera. No obstant això com antigament es va escriure com Heyçaga tampoc va descartar que podria haver estat originat per ehiza + -aga (lloc de caça).

## Demografia
| Evolució demogràfica                                  | Evolució demogràfica | Evolució demogràfica | Evolució demogràfica | Evolució demogràfica | Evolució demogràfica | Evolució demogràfica | Evolució demogràfica | Evolució demogràfica | Evolució demogràfica | Evolució demogràfica |
| 1996                                                  | 1998                 | 1999                 | 2000                 | 2001                 | 2002                 | 2003                 | 2004                 | 2005                 | 2006                 | 2007                 |
| ----------------------------------------------------- | -------------------- | -------------------- | -------------------- | -------------------- | -------------------- | -------------------- | -------------------- | -------------------- | -------------------- | -------------------- |
| 178                                                   | 166                  | 168                  | 172                  | 157                  | 163                  | 170                  | 172                  | 176                  | 167                  | 177                  |
| Fonts: Izagaondoa i institut d'estadística de navarra |                      |                      |                      |                      |                      |                      |                      |                      |                      |                      |